# Ehsan Jami
Ehsan Jami (Perzisch: احسان جامی) (Mashhad, 20 april 1985) is een Iraans-Nederlands activist en publicist. Hij was in 2007 oprichter van het Centraal Comité voor Ex-moslims.
Jami was van 2003 tot 2007 lid van de Partij van de Arbeid en zat voor deze partij in de gemeenteraad van Leidschendam-Voorburg. Nadat hij uit deze partij trad, zette hij de functie als onafhankelijk lid voort. Van 2010 tot 2011 was hij medewerker van Kamerlid Hero Brinkman (PVV). Van 2018 tot 2021 was hij gemeenteraadslid voor Leefbaar Rotterdam.

## Levensloop

### Jonge jaren
Jami groeide op in Iran, als zoon van een liberale dokter en een moeder die zich later in Nederland tot het christendom zou bekeren. Als zoon van een arts genoot Jami de nodige privileges in het islamitische Iran. "Mijn grootouders waren nog moslim, maar mijn vader was ongodsdienstig en heeft mij altijd vrij gelaten om mijn eigen weg te zoeken op dat gebied", verklaarde hij in een interview over zijn opvoeding. In een ander interview verklaart hij dat zijn vader nog altijd een moslim is. De politieke activiteiten van de vader van Jami zorgden er echter voor dat het gezin het land moest ontvluchten. Met zijn ouders en zijn zus vertrok de dan 11-jarige Jami naar Nederland. Later verkreeg hij de Nederlandse nationaliteit.
Als tiener in Nederland zocht hij aansluiting bij islamitische schoolgenoten. Zijn eerste reactie op de aanslagen op de Twin Towers in New York was blijdschap. "Ook ík heb gejuicht toen de vliegtuigen de Twin Towers invlogen op 11 september 2001. Amerika kreeg eindelijk een koekje van eigen deeg!" Ayaan Hirsi Ali werd door Jami en zijn vrienden verketterd. In dezelfde periode begon Jami zich te verdiepen in de Koran en Ahadith, waarna hij concludeerde dat hij zich er niet mee kon identificeren. Jami was diep teleurgesteld toen hij ontdekte "wie Mohammed werkelijk was". Hij voelde zich aangetrokken tot de woorden van rechtsgeleerde en islamcriticus Afshin Ellian, die hij in een uitzending van Rondom Tien zag. Jami kwam tot de conclusie dat de islam zijn geloof niet meer kon zijn.

### Kritiek op de islam
In 2003 werd Jami lid van de PvdA. Bij de gemeenteraadsverkiezingen van maart 2006 stond hij als zevende op de kandidatenlijst en werd hij gekozen in de gemeenteraad van Leidschendam-Voorburg. Jami studeerde inmiddels bestuurskunde aan de Haagse Hogeschool. In het voorjaar van 2007 kondigde hij samen met Loubna Berrada, oprichter van de Adviescommissie Integratie van de VVD, de oprichting van het Centraal Comité voor Ex-moslims aan. Jami had zich hierbij laten inspireren door een discussie tussen hem en journalist Michiel Hegener in Schepper & Co (16 april 2007) en een soortgelijk initiatief in Duitsland van Mina Ahadi. De organisatie moet zich richten op het doorbreken van islamitische taboe op afvalligheid en moet hulp gaan bieden aan bedreigde ex-moslims. Berrada stapte kort na de oprichting weer uit het comité, omdat ze vond dat Jami de islam te zeer ter discussie stelt.
Door de aankondiging en de daarmee gepaard gaande media-aandacht werd Jami in één klap een bekende Nederlander. In interviews viel hij niet alleen op door kritiek op de islam, maar ook door felle uithalen naar zijn partij, de PvdA, die hij verwijt dat ze te veel de oren laten hangen naar de moslimachterban. Een poging van filmmaker en PvdA-lid Eddy Terstall om Jami en de partij op één lijn te brengen, werd door Jami in de media uitgelegd als poging om hem in te kapselen en hem zijn toon te laten matigen. Hij liet zich inmiddels adviseren door onder andere Afshin Ellian en Paul Cliteur. In een interview met Trouw in juni 2007 noemde Jami de profeet Mohammed een "crimineel" en "een verschrikkelijke man". Kort daarvoor had hij in een ander interview gezegd dat er bepalingen in de Koran staan die "achterlijk" zijn. Na publicatie van deze interviews werd hij op straat bedreigd.
Op 4 augustus 2007 werd Jami in zijn woonplaats Voorburg aangevallen door drie mannen. Hij werd samen met een vrouwelijke metgezel tot twee keer toe tegen de grond geslagen en liep daarbij een aantal bloedingen en verwondingen op. Jami noemde de aanval zeer intimiderend en deed aangifte. De molestatie trok veel aandacht van de media en twee dagen later werd Jami na tussenkomst van de Nationaal Coördinator Terrorismebestrijding Tjibbe Joustra onder continue persoonsbeveiliging gesteld. Na nieuwe bedreigingen werd Jami anderhalve week later in een speciaal beveiligde woning ondergebracht.
Op 12 januari 2008 werd hij in Den Haag op straat opnieuw aangevallen door een groep allochtone jongemannen. Hij werd met de dood bedreigd en uitgescholden voor kankerjood. Volgens zijn woordvoerder konden de beveiligers voorkomen dat de agressieve jongemannen hem mishandelden.

### Breuk met PvdA
Het Centraal Comité voor Ex-moslims werd op 11 september 2007, zes jaar na de aanslagen op de Twin Towers in New York, officieel opgericht. De dag daarvoor stond op de opiniepagina van NRC Handelsblad een Steunverklaring bij de oprichting van het Comité van ex-moslims, ondertekend door 75 bekende Nederlanders. Op dezelfde dag presenteerde Jami zijn boek "Het recht om ex-moslim te zijn". In een opiniestuk keerde hij zich eind september samen met politicus Geert Wilders tegen uitspraken van de nationaal coördinator terrorismebestrijding Joustra en vergeleek hij Mohammed met Adolf Hitler. Kort daarna, op 13 oktober, werd Jami door de fractievoorzitter van de PvdA in de gemeenteraad van Leidschendam-Voorburg verzocht zijn raadszetel op te geven. Op donderdag 18 oktober 2007 werd bekend dat Jami een eenmansfractie vormt in zijn gemeente.
Op 1 oktober 2009 werd door PVV-leider Geert Wilders bekendgemaakt dat Jami actief zal worden bij zijn partij. Jami had in 2007 al gezinspeeld op een overstap naar de PVV. Vanaf 17 juni 2010 ondersteunde Jami Kamerlid Hero Brinkman zijn werkzaamheden. Op 29 augustus 2011 maakt Jami bekend zich, zonder achterliggende politieke redenen, terug te trekken uit de politiek en zich gaan te richten op zijn studie.

### Leefbaar Rotterdam
Bij de gemeenteraadsverkiezingen in 2018 werd hij in Rotterdam verkozen voor Leefbaar Rotterdam als hoogste nieuwkomer op plek 5.
Met ingang van 30 april 2021 stopt Jami als gemeenteraadslid vanwege zijn nieuwe functie als plaatsvervangend griffier op Sint-Eustatius.

## Islamfilm
In oktober 2007 meldde Jami dat hij bezig was met de voorbereidingen van een film die volgens zijn zeggen evenveel stof zou doen opwerpen als de Deense cartoonrellen in het kwadraat. Hij wacht echter af hoe groot de commotie is die de Koranfilm van Geert Wilders veroorzaakt, voordat hij zijn eigen islamfilm uitbrengt. Echter, op 31 maart 2008 maakte Jami bekend af te zullen zien van het uitbrengen van deze film.
In november van 2008 maakte hij bekend dat een andere film, de tien minuten durende Engelstalige film 'An Interview With Muhammed', met als centrale thema's vrouwenrechten, joden en afvalligheid, op 10 december van dat jaar in première zal gaan. De film verscheen op 9 december 2008 op internet.

## Publicaties
- 2007 - Het recht om ex-moslim te zijn, Uitgeverij Ten Have, ISBN 9025958362